# Movimiento de Participación Popular
Die Movimiento de Participación Popular (MPP) (deutsch: Bewegung für die Beteiligung des Volkes) ist eine politische Partei in Uruguay.
Gegründet wurde die Partei im Jahre 1989 von führenden Mitgliedern der Tupamaros, einer aus den 1960er und 70er Jahren stammenden Guerillabewegung in Uruguay. Dazu gehörte auch der von März 2010 bis Ende Februar 2015 amtierende Präsident Uruguays José Mujica. Leitend für die Gründung der Partei war die Entscheidung, einen politischen Arm der Bewegung zu bilden, um den parlamentarischen Weg zu gehen. Die MPP gehört dem Parteienbündnis Frente Amplio an, das derzeit die Regierung in Uruguay stellt. Innerhalb dieses Bündnisses stellt sie die stärkste politische Kraft dar. Präsidentin der Partei ist die Frau Mujicas, Lucía Topolansky.